# Webroot

Logo przedsiębiorstwa

Webroot Software, Inc. – przedsiębiorstwo informatyczne z siedzibą w Stanach Zjednoczonych (Boulder, Kolorado). Zostało założone w 1997 roku przez dwóch byłych pracowników NSA (National Security Agency).
Specjalizuje się w dostarczaniu produktów ochrony prywatności dla milionów użytkowników na całym świecie (ochrona przed oprogramowaniem szpiegującym).
Wśród jej klientów znajdują się korporacje międzynarodowe, dostawcy internetu, banki, instytucje rządowe i edukacyjne, a także firmy sektora MŚP i użytkownicy indywidualni.